# Chariesthes richteri
Chariesthes richteri är en skalbaggsart som beskrevs av Max Quedenfeldt 1887. Chariesthes richteri ingår i släktet Chariesthes och familjen långhorningar.
Artens utbredningsområde är Gabon. Inga underarter finns listade i Catalogue of Life.